# 12. Europejskie Młodzieżowe Mistrzostwa Par w Brydżu Sportowym
12. Europejskie Młodzieżowe Mistrzostwa Par w Brydżu Sportowym (12th European Youth Bridge Pairs Championships) – mistrzostwa Europy par (młodzieżowych) w brydżu sportowym, które były rozgrywane w Burghausen (Niemcy) w okresie 12–19 lipca 2014.
Zwycięzcami zawodów zostały pary:
- Justyna Żmuda i Łukasz Witkowski (miksty młodzieżowe);
- Paweł Jassem i Jakub Wojcieszek (juniorzy);
- Ola Rimstedt i Johan Säfsten (młodzież szkolna);
- Marie Eggeling i Katharina Brinck (dziewczęta).

## Poprzednie zawody tego cyklu
Europejskie Młodzieżowe Mistrzostwa Par w brydżu sportowym są rozgrywane pod patronatem EBL od roku 1991.
Poniższa tabela pokazuje medalistów poprzedniej edycji tych zawodów, które odbyły się w roku 2012 w Vejle, (Dania):
| 11. Europejskie Młodzieżowe Mistrzostwa Par w Brydżu Sportowym. 2012 Vejle. Wyniki końcowe | 11. Europejskie Młodzieżowe Mistrzostwa Par w Brydżu Sportowym. 2012 Vejle. Wyniki końcowe | 11. Europejskie Młodzieżowe Mistrzostwa Par w Brydżu Sportowym. 2012 Vejle. Wyniki końcowe | 11. Europejskie Młodzieżowe Mistrzostwa Par w Brydżu Sportowym. 2012 Vejle. Wyniki końcowe | 11. Europejskie Młodzieżowe Mistrzostwa Par w Brydżu Sportowym. 2012 Vejle. Wyniki końcowe | 11. Europejskie Młodzieżowe Mistrzostwa Par w Brydżu Sportowym. 2012 Vejle. Wyniki końcowe | 11. Europejskie Młodzieżowe Mistrzostwa Par w Brydżu Sportowym. 2012 Vejle. Wyniki końcowe | 11. Europejskie Młodzieżowe Mistrzostwa Par w Brydżu Sportowym. 2012 Vejle. Wyniki końcowe | 11. Europejskie Młodzieżowe Mistrzostwa Par w Brydżu Sportowym. 2012 Vejle. Wyniki końcowe | 11. Europejskie Młodzieżowe Mistrzostwa Par w Brydżu Sportowym. 2012 Vejle. Wyniki końcowe |
| Kategoria                                                                                  | Medal złoty                                                                                | Medal złoty                                                                                | Medal złoty                                                                                | Medal srebrny                                                                              | Medal srebrny                                                                              | Medal srebrny                                                                              | Medal brązowy                                                                              | Medal brązowy                                                                              | Medal brązowy                                                                              |
| Kategoria                                                                                  | F                                                                                          | Para                                                                                       | %                                                                                          | F                                                                                          | Para                                                                                       | %                                                                                          | F                                                                                          | Para                                                                                       | %                                                                                          |
| ------------------------------------------------------------------------------------------ | ------------------------------------------------------------------------------------------ | ------------------------------------------------------------------------------------------ | ------------------------------------------------------------------------------------------ | ------------------------------------------------------------------------------------------ | ------------------------------------------------------------------------------------------ | ------------------------------------------------------------------------------------------ | ------------------------------------------------------------------------------------------ | ------------------------------------------------------------------------------------------ | ------------------------------------------------------------------------------------------ |
| Miksty                                                                                     | Polska                                                                                     | Justyna Żmuda – Bartłomiej Igła                                                            | 61,01                                                                                      | Polska                                                                                     | Joanna Taczewska – Piotr Zatorski                                                          | 58,48                                                                                      | Dania                                                                                      | Thomsen Signe Buus – Dennis Bilde                                                          | 58,07                                                                                      |
| Juniorzy                                                                                   | Francja                                                                                    | Alexandre Kilani – Aymeric Lebatteux                                                       | 60,08                                                                                      | Polska                                                                                     | Michał Klukowski – Piotr Zatorski                                                          | 57,15                                                                                      | Norwegia                                                                                   | Kristoffer Hegge – Kristian Stangeland                                                     | 55,09                                                                                      |
| Młodzież Szkolna                                                                           | Polska                                                                                     | Wojciech Kaźmierczak – Łukasz Witkowski                                                    | 58,13                                                                                      | Holandia                                                                                   | Tom van Overbeeke – Ricardo Westerbeek                                                     | 56,53                                                                                      | Szwecja                                                                                    | Simon Ekenberg – Simon Hult                                                                | 55,96                                                                                      |
| Dziewczęta                                                                                 | Holandia                                                                                   | Sigrid Spangenberg – Magdaléna Tichá                                                       | 56,98                                                                                      | Polska                                                                                     | Danuta Kazmucha – Natalia Sakowska                                                         | 55,44                                                                                      | Polska                                                                                     | Aleksandra Jarosz – Izabela Weinhold                                                       | 55,10                                                                                      |

## Formuła zawodów

### Przepisy ogólne
Formalnym dokumentem według którego odbywały się zawody był jego regulamin opracowany przez Komitet Młodzieży EBL.
- Zawody odbywały się w kategoriach Miksty, Juniorów, Młodzieży Szkolnej oraz Dziewcząt. Dodatkowo, na koniec zawodów, zostały rozegrane zawody o Puchar Prezydenta w których mogli startować zawodnicy dowolnej federacji, płci i wieku, uczestniczący w poprzednich fazach mistrzostw;
- Obaj zawodnicy każdej pary musieli być przedstawicielami tej samej federacji. Każda federacja mogła zgłosić do zawodów dowolną liczbę par;
- Do zawodów kategorii Młodzieży Szkolnej uprawnieni byli zawodnicy urodzeni 1 stycznia 1994 roku lub później. Do pozostałych zawodów uprawnieni byli zawodnicy urodzeni 1 stycznia 1989 roku lub później;
- Zawody były rozgrywane w ten sposób, że:
  - Wszyscy uczestnicy mogli wziąć udział w zawodach Mikstowych (12 i 13 lipca);
  - Zawody Juniorów, Dziewcząt oraz Młodzieży Szkolnej były rozgrywane w tym samym czasie (14–16 lipca) najpierw systemem każdy z każdym (w grupach) a później w grupie finałowej na zasadzie spotkań każdy z każdym;
  - W zawodach o Puchar Prezydenta (16 lipca) mogli wziąć udział uczestnicy, którzy nie zakwalifikowali się do grup finałowych (Juniorów, Młodzieży Szkolnej lub Dziewcząt).

### Przywileje zwycięzców
1. Zdobywcy miejsc od 1 do 3 otrzymują medale: złote, srebrne i brązowe ME;
2. Zwycięzcy w każdej kategorii otrzymali puchary. Dodatkowo w mikstach puchar otrzymała para składająca się z dwojga zawodników z kategorii młodzieży szkolnej;
3. Zajęte miejsca drużyn dają zawodnikom w nich startującym punkty dla rankingów i tytułów EBL;
4. Zajęte miejsca polskich par dają występującym w nich zawodnikom punkty dla polskich tytułów klasyfikacyjnych[3].

### Transmisje z zawodów
Strona zawodów pokazywała na bieżąco wyniki.
W serwisie BBO były przeprowadzane transmisje z meczów (2 stołów) sesji. Wykaz transmitowanych meczów każdego dnia znajdował się biuletynie zawodów.
Mecze rozpoczynały się (od 12 lipca 2014) o godzinach 10:30, 11:30, 14:00, 15:30 i 17:00 (czasu polskiego).

### Pary z Polski
W zawodach uczestniczyły pary z Polski:
- Miksty: 11 par (na 52 pary);
- Juniorzy: 6 par (na 67 par);
- Młodzież Szkolna: 8 pary (na 74 pary);
- Dziewczęta: 5 par (na 25 par).

## Wyniki
Poniżej przedstawiono medalowe miejsca w każdej kategorii.

### Zawody w kategoriach młodzieżowych
Poniższa tabela pokazuje medalistów w poszczególnych kategoriach. Wytłuszczeniem przedstawiono pary reprezentujące Polskę.
| Wyniki końcowe   | Wyniki końcowe | Wyniki końcowe                    | Wyniki końcowe | Wyniki końcowe | Wyniki końcowe                    | Wyniki końcowe | Wyniki końcowe | Wyniki końcowe                         | Wyniki końcowe |
| Kategoria        | Medal złoty    | Medal złoty                       | Medal złoty    | Medal srebrny  | Medal srebrny                     | Medal srebrny  | Medal brązowy  | Medal brązowy                          | Medal brązowy  |
| Kategoria        | F              | Para                              | %              | F              | Para                              | %              | F              | Para                                   | %              |
| ---------------- | -------------- | --------------------------------- | -------------- | -------------- | --------------------------------- | -------------- | -------------- | -------------------------------------- | -------------- |
| Miksty           | Polska         | Justyna Żmuda – Łukasz Witkowski  | 59,91          | Izrael         | Adi Asulin – Mosze Mejuchas       | 59,46          | Dania          | Thomsen Signe Buus – Thomsen Emil Buus | 58,44          |
| Juniorzy         | Polska         | Paweł Jassem – Jakub Wojcieszek   | 57,46          | Dania          | Dennis Bilde – Rasmus Rask Jepsen | 56,32          | Anglia         | Thomas Paske – Graeme Robertson        | 56,24          |
| Młodzież Szkolna | Szwecja        | Ola Rimstedt – Johan Säfsten      | 62,10          | Holandia       | Luc Tijssen – Thibo Sprinkhuizen  | 57,37          | Francja        | Colin Deheeger – Arthur Boulin         | 57,25          |
| Dziewczęta       | Niemcy         | Marie Eggeling – Katharina Brinck | 58,08          | Holandia       | Natalia Banaś – Carla Groenland   | 55,81          | Polska         | Justyna Żmuda – Aleksandra Jarosz      | 54,18          |

### Puchar Prezydenta
Czołowe miejsca w Pucharze Prezydenta:
| Puchar Prezydenta – wyniki końcowe | Puchar Prezydenta – wyniki końcowe | Puchar Prezydenta – wyniki końcowe   | Puchar Prezydenta – wyniki końcowe | Puchar Prezydenta – wyniki końcowe |
| Miejsce                            | F                                  | Para                                 | %                                  |                                    |
| ---------------------------------- | ---------------------------------- | ------------------------------------ | ---------------------------------- | ---------------------------------- |
| 1                                  | Norwegia                           | Kristoffer Hegge – Eivind Grude Tor  | 66,34                              |                                    |
| 2                                  | Dania                              | Cilleborg Bilde Majka – Peter Jepsen | 64,58                              |                                    |
| 3                                  | Bułgaria                           | Todor Tiholov – Mark Andonov         | 63,50                              |                                    |